# Töss (flod)

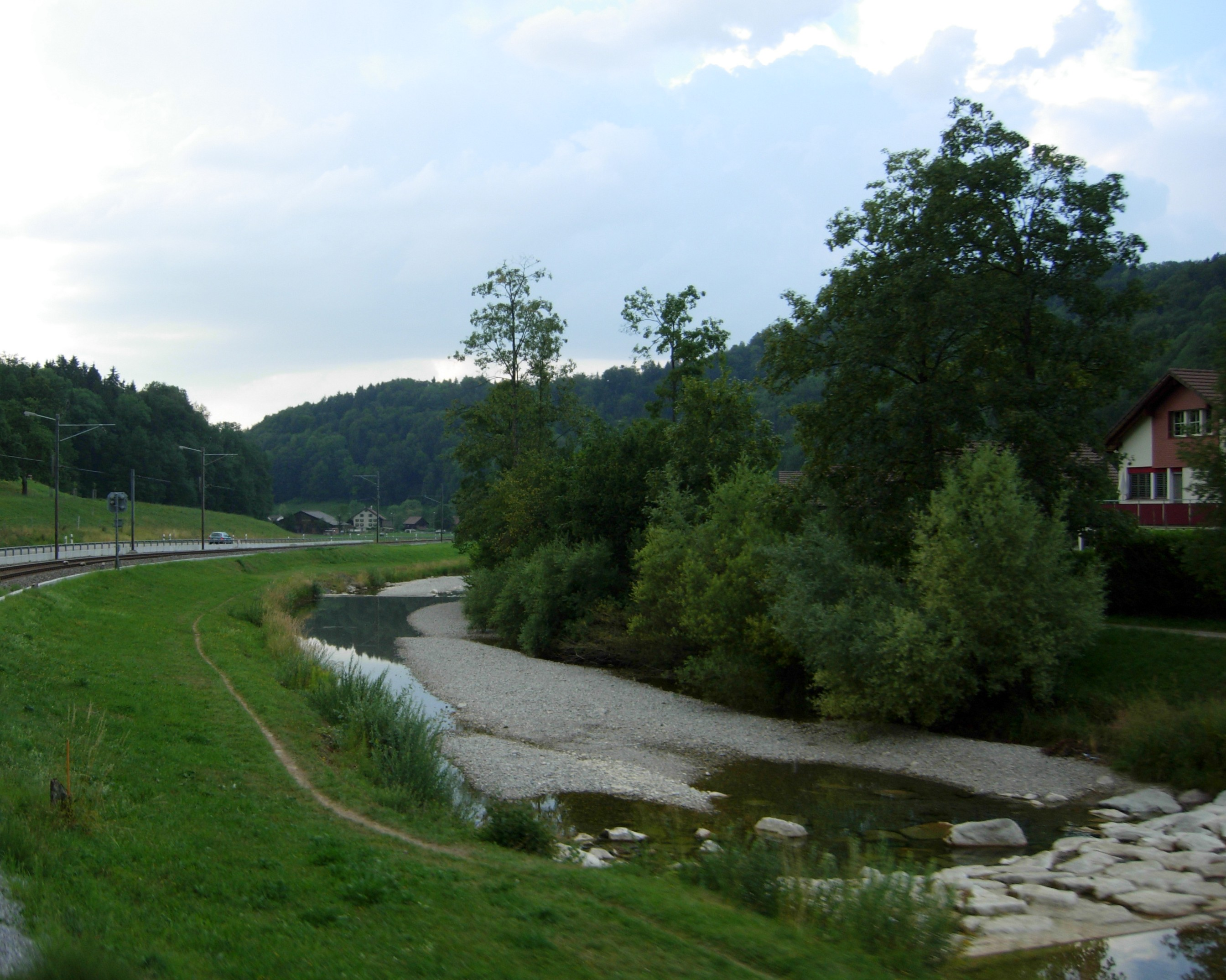
Töss nära orten Bauma

Töss är en biflod till Rhen som upprinner i schweiziska kantonen Zürich. Den har 50 kilometers längd och ett nordvästligt lopp. Den strömmar i början genom en trång, skogig dal, där dess vatten tagits i bruk av industriella anläggningar.